# Sustaintech India
Sustaintech India — индийское социальное предприятие, которое производит и продаёт экономные и экологически чистые плиты для приготовления пищи (основными клиентами компании являются владельцы небольших придорожных столовых, кафе и ресторанчиков, а также уличные лоточники и повара). Sustaintech India — отделение некоммерческой организации Technology Informatics Design Endeavour (TIDE), которая продвигает устойчивое развитие с помощью технологических новшеств. TIDE разрабатывает топливосберегающие устройства, доступные беднейшим слоям Индии, которые позволяют сократить вырубку лесов и выбросы парниковых газов (плиты Sustaintech потребляют на 50 % меньше дров и угля, чем обычные, а также могут использовать отходы сельского хозяйства и лесоводства — листья кокосовых пальм и кожуру орехов кешью).
Финансовыми партнёрами Sustaintech India являются Madura Microfiance и Shri Kshetra Dharmasthala Rural Development Project, инвесторами компании выступили ERM, Insitor и Villgro.

## История
Sustaintech India была основана в начале 2009 года, в 2011 году начала прямые продажи своей продукции и за первые два с половиной года деятельности реализовала свыше 1,7 тыс. печей, плит и жаровен. Постепенно компания при поддержке розничных партнёров и микрофинансовых организаций вышла за пределы Тамилнада и наладила сбыт своих товаров в штатах Карнатака, Андхра-Прадеш и Телангана (в Тамилнаде Sustaintech придерживалась прямых продаж конечным потребителям, в соседних штатах работает с дистрибьюторами). Если первыми клиентами компании были преимущественно уличные рестораны и передвижные лотки (дхаба), то со временем Sustaintech India начала продавать плиты в стационарные рестораны и чайные, а также в отели, общежития и сельские школы. Кроме значительной экономии топлива бездымные и теплоизолированные плиты Sustaintech позволяют предотвратить ожоги и тепловые удары, сократить заболевания дыхательных путей у поваров и обслуживающего персонала.
Из-за роста цен на дрова окупаемость плит Sustaintech для малых предпринимателей (уличных поваров и владельцев чайных киосков) сократилась до одного года.